# Федерал-холл
Фе́дерал-холл (англ. Federal Hall, что переводится как «зал Федерации») — общественное здание на Уолл-стрит в Нью-Йорке, в котором в 1789 году прошла первая инаугурация президента США и был принят Билль о правах. Его называют первым капитолием в истории США.
Здание было построено в 1700 году для размещения городской управы. С 1785 года на протяжении 4 лет в нём заседал Конгресс Конфедерации; для этой цели оно было реконструировано и переименовано в Зал Федерации. Реконструкцией руководил Пьер Шарль Ланфан.
После переноса столицы в Филадельфию порядком обветшавшее здание ратуши было решено снести (в 1812 году).
В 1842 году на месте старого Федерал-холла построили новое здание таможенного управления, выдержанное в стиле строгого классицизма. В 1939 году в Федерал-холле открылся музей, который в 1955 году был зачислен в реестр национальных мемориалов. Перед зданием установлен памятник Джорджу Вашингтону.